# Repedés a térben
A Repedés a térben (The Crack in Space) Philip K. Dick 1966-ban megjelent tudományos-fantasztikus regénye. A Stand-by (1963) és a The Magazine of Fantasy & Science Fiction magazinban megjelent Cantata 140 (1964) történetekből származik.

## Történet
|  | Alább a cselekmény részletei következnek! |

2080-ban a túlnépesedett Földön munkanélküliek milliói nem kapnak támogatást, az emberek többségét súlyos nehézségek sújtják, egy portált fedeznek fel, amely egy párhuzamos világba vezet. Jim Briskin azért kampányol, hogy az Egyesült Államok első fekete elnöke legyen. Úgy véli, hogy az „Új Föld” gyarmatosítása révén kivándorolhat az a hetvenmillió ember, akiket mélyhűtésben tartanak. A beák azok a (többnyire) feketék, akik úgy döntöttek, hogy „elaltatják” magukat, amíg a túlnépesedési probléma meg nem oldódik.
Briskin nem támogatja a Gyönyörpillanatok Aranykapuja műholdon működő bordélyházat, és ellenzi az abortusz széles körű elterjedését. A terraformálás kulcsfontosságú választási témává válik. Egy Surranó meghibásodása egy látszólag lakatlan alternatív világ felfedezéséhez vezet. Ebben a világban a Homo sapiens vagy soha nem fejlődött ki, vagy elveszett a versenyben más korai hominidákkal szemben. Az eltérés pontja körülbelül egy-két millió évvel ezelőtt következett be, mivel a Homo erectus (Sinanthropus) a domináns faj. A pekiknél kialakult a nyelv, de írásuk nincs, és a technológiájuk is teljesen más alapokon nyugszik. Tisztán fából képesek turbinákat készíteni, és ezekkel hajtják meg repülő hajóikat. A pekik a tudomány és a technológia helyett egy hasonlóan erős, paranormális erőkre épülő mágiát fejlesztettek ki.
|  | Itt a vége a cselekmény részletezésének! |

## Szereplők
A regényben több mint harminc fontos szereplő bukkan fel.
- Jim Briskin, fekete amerikai elnökjelölt
- Tito Cravelli magánnyomozó
- dr. Lurton Sands, szervsebész
- George Walt, milliárdos mutáns iker
- Salisbury (Sal) Heim, Briskin kampánymenedzsere

## Értékelés
A regény több társadalmi problémával is foglalkozik, több történetre elegendő ötlet, mellékszál található benne. Az alternatív világot kevésbé mutatja be, a földi problémákról és az érdekek könyörtelen harcáról bővebben ír. A regény transzhumán elemeivel a cyberpunk előfutárának tekinthető. A társadalomban rendelkezésére álló technológia egyenlőtlenül oszlik el, és nem egyformán hasznos mindenki számára. Dick más műveihez viszonyítva itt nem esik szó pszichés kondíciókról, paranoiáról és szerhasználatról.